# Duranovići
Duranovići är en ort i Bosnien och Hercegovina.   Den ligger i entiteten Federationen Bosnien och Hercegovina, i den centrala delen av landet, 23 km väster om huvudstaden Sarajevo. Duranovići ligger 693 meter över havet och antalet invånare är 149.
Terrängen runt Duranovići är huvudsakligen kuperad, men åt sydost är den bergig. Duranovići ligger nere i en dal.Närmaste större samhälle är Konjic, 17,3 km sydväst om Duranovići. 
Omgivningarna runt Duranovići är en mosaik av jordbruksmark och naturlig växtlighet. Runt Duranovići är det ganska tätbefolkat, med 93 invånare per kvadratkilometer.